# John Hargreaves (Historiker)
John Desmond Hargreaves (* 25. Januar 1924 in Colne, Lancashire; † 14. Februar 2015) war ein britischer Historiker. Sein Forschungsschwerpunkt lag auf der Geschichte Westafrikas und der Geschichte europäisch-afrikanischer Beziehungen. Nach seiner Emeritierung beschäftigte er sich vor allem mit der Geschichte der Dekolonisation Afrikas.

## Leben
John Hargreaves wurde 1924 als Sohn von Arthur Hargreaves und dessen Frau Margaret (geborene Duckworth) in Colne, Lancashire geboren. Der Hymnenschreiber Francis Duckworth war sein Onkel. John Hargreaves besuchte die Grammar School in Skipton und die Bootham School in York. Danach studierte er Geschichte an der Manchester University und erhielt dort seinen Bachelor. Anschließend leistete er von 1943 bis 1946 seinen Wehrdienst. Danach setzte er sein Studium fort und erhielt 1948 einen Master. Hargreaves wurde nun kurzzeitig im War Office tätig, kehrte jedoch an die Manchester University zurück, wo er die nächsten vier Jahre als Lecturer unterrichtete.
Von 1952 bis 1954 unterrichtete er am Fourah Bay College in Sierra Leone. Ab 1954 wurde er Lecturer an der University of Aberdeen in Schottland und verbrachte dort seine weitere akademische Karriere. 1962 erfolgte seine Berufung zum Professor und 1985 erfolgte seine Emeritierung. 1971 unterrichtete er an der University of Ibadan in Nigeria. 
Hargreaves war seit 1950 verheiratet. Aus der Ehe gingen drei Kinder, ein Sohn und zwei Töchter hervor. Nach seiner Emeritierung zog er mit seiner Ehefrau nach Banchory.

## Veröffentlichungen (Auswahl)
- Prelude to the Partition of West Africa (1963)
- In West Africa: The Former French States (1967)
- France and West Africa (1969)
- West Africa Partitioned, Band 1 (1974)
- West Africa Partitioned, Band 2 (1985)
- Decolonization in Africa (1988)